# Саут Хил (Вирџинија)
Саут Хил (енгл. South Hill) град је у америчкој савезној држави Вирџинија. По попису становништва из 2010. у њему је живело 4.650 становника.

## Демографија
Према попису становништва из 2010. у граду је живело 4.650 становника, што је 247 (5,6%) становника више него 2000. године.
| Група             | 2000.         | 2010.         |
| Белци             | 2.532 (57,5%) | 2.367 (50,9%) |
| Афроамериканци    | 1.736 (39,4%) | 1.968 (42,3%) |
| Азијати           | 44 (1,0%)     | 96 (2,1%)     |
| Хиспаноамериканци | 69 (1,6%)     | 134 (2,9%)    |
| Укупно            | 4.403         | 4.650         |